# Badminton-Juniorenozeanienmeisterschaft 2025
Die Badminton-Juniorenozeanienmeisterschaft 2025 fand vom 8. bis zum 15. Juni 2025 in Saipan statt.

## Sieger und Platzierte
| Disziplin    | Gold                             | Silber                         | Bronze                                   |
| ------------ | -------------------------------- | ------------------------------ | ---------------------------------------- |
| Herreneinzel | Shrey Dhand                      | Landon Kurniawan               | Wey Shawn Ng                             |
| Herreneinzel | Shrey Dhand                      | Landon Kurniawan               | Zhi-Ron Tan                              |
| Dameneinzel  | Faye Huo                         | Victoria Tjonadi               | Josephine Zhao                           |
| Dameneinzel  | Faye Huo                         | Victoria Tjonadi               | Mimi Ngo                                 |
| Herrendoppel | Raphael Chris Deloy Lezhi Zhu    | Phillip Halim Landon Kurniawan | Jayden Lim Wey Shawn Ng                  |
| Herrendoppel | Raphael Chris Deloy Lezhi Zhu    | Phillip Halim Landon Kurniawan | Matt Chagnot Mike Mi You                 |
| Damendoppel  | Mimi Ngo Maureen Clarissa Wijaya | Victoria Tjonadi Seryna Xiao   | Lilian Cao Qixuan Yang                   |
| Damendoppel  | Mimi Ngo Maureen Clarissa Wijaya | Victoria Tjonadi Seryna Xiao   | Yanxi Liu Josephine Zhao                 |
| Mixed        | Jayden Lim Victoria Tjonadi      | Shrey Dhand Mimi Ngo           | Landon Kurniawan Maureen Clarissa Wijaya |
| Mixed        | Jayden Lim Victoria Tjonadi      | Shrey Dhand Mimi Ngo           | Raphael Chris Deloy Yanxi Liu            |
| Mannschaft   | Australien                       | Neuseeland                     | Nördliche Marianen                       |